# Conselho de Guerra Imperial Alemão de 8 de dezembro de 1912
O Conselho de Guerra Imperial Alemão de 8 de dezembro de 1912 foi uma conferência informal de alguns dos mais altos líderes militares do Império Alemão. Reunidos no Stadtschloss em Berlim, eles discutiram e debateram a tensa situação militar e diplomática na Europa na época. Como resultado do Grande Programa Militar Russo anunciado em novembro, as preocupações da Áustria-Hungria sobre os sucessos sérvios na Primeira Guerra dos Bálcãs e certas comunicações britânicas, a possibilidade de guerra foi um dos principais tópicos da reunião.
No contínuo debate sobre as causas da Primeira Guerra Mundial, historiadores como Fritz Fischer, John C. G. Röhl e Pierre Renouvin consideram a conferência um passo decisivo para a guerra, muito antes da Crise de Julho.

## Participantes
Os participantes incluíram o imperador Guilherme II, almirante Alfred von Tirpitz (o Secretário de Estado Naval), almirante Georg Alexander von Müller (Chefe do Gabinete Naval Imperial Alemão), general Helmuth von Moltke (Chefe do Estado-Maior do Exército) e almirante August von Heeringen (Chefe do Estado-Maior da Marinha). Uma fonte também afirma que o chefe do gabinete militar imperial alemão, general Moriz von Lyncker, compareceu, e também o general Josias von Heeringen, o Ministro da Guerra da Prússia, mas nenhuma outra das quatro fontes primárias apoia sua presença, e uma fonte primária afirma especificamente que o Ministro da Guerra não foi convidado. Todas as fontes concordam que o chanceler Bethmann-Hollweg não estava lá. A importância desta reunião pode ser vista na presença dos líderes do Exército e da Marinha Alemães.

## Discussões
Guilherme II chamou os princípios do equilíbrio de poder britânico de "idiotice", mas concordou que sua declaração era um "esclarecimento desejável" da política britânica. opinião era que a Áustria-Hungria deveria atacar a Sérvia em dezembro, e se "a Rússia apoiar os sérvios, o que ela evidentemente faz ... do que mais tarde, após a conclusão da (recém-iniciada) modernização maciça e expansão do exército russo e do sistema ferroviário em direção à Alemanha. Moltke concordou. Em sua opinião militar profissional "uma guerra é inevitável e quanto mais cedo melhor". Moltke "queria lançar um ataque imediato." 
Tanto Guilherme II quanto a liderança do Exército concordaram que, se uma guerra fosse necessária, seria melhor deflagrá-la logo. O almirante Tirpitz, no entanto, pediu um “adiamento da grande luta por um ano e meio” porque a Marinha não estava pronta para uma guerra geral que incluísse a Grã-Bretanha como oponente. Ele insistiu que a conclusão da construção da base de submarinos em Helgoland e a ampliação do Canal de Kiel eram os pré-requisitos da Marinha para a guerra. O historiador britânico John Röhl apontou a coincidência de que a data para a conclusão da ampliação do Canal de Kiel foi o verão de 1914, mas uma leitura do relatório da conferência não mostra nenhum acordo quanto a uma guerra em 1914. No entanto, Tirpitz disse que a Marinha queria esperar até que o Canal de Kiel estivesse pronto no verão de 1914 antes que qualquer guerra pudesse começar. Embora Moltke se opusesse ao adiamento da guerra como inaceitável, Guilherme ficou do lado de Tirpitz. Moltke cedeu "apenas com relutância". 